# Elpidia Carrillo
Elpidia Carrillo (Parácuaro, Michoacán, 16 de agosto de 1961) es una primera actriz y directora mexicana de origen purépecha, quien es considerada la primera actriz de ascendencia indígena en conseguir reconocimiento en el circuito del cine internacional en Hollywood. Su carrera incluye papeles en producciones latinoamericanas, así como en un gran número de filmes y series de televisión estadounidenses y británicos. Es más conocida en Estados Unidos por su papel antagónico femenino en la película de acción de culto, Depredador, y sus protagónicos en Pan y Rosas y Nine Lives. Fue nominada para el Independent Spirit Award for Best Female Lead (mejor actuación femenina) por su desempeño en Salvador, y también destacó por su papel de Tecuichpo en la película independiente La otra conquista.

## Biografía
Elpidia Carrillo nació en la comunidad serrana de Santa Elena, en el municipio de Parácuaro, Michoacán. Una de ocho niños de una familia dedicada a labores agrícolas, la infancia de Elpidia estuvo marcada por la violencia y la pobreza. A la edad de tres años su padre fue asesinado, lo que obligó a su hermano mayor Ramiro Carrillo a asumir el mando de la familia, así como las responsabilidades de padre: Ramiro se propuso mandarlos a estudiar a Parácuaro, lugar a donde se fueron luego a vivir, precisamente a una propiedad que Ramiro había adquirido para tal fin. Cuando la llevó a inscribir a la escuela, Ramiro olvidó coger el acta de nacimiento por lo cual pudo iniciar el primer año de primaria a la edad de cuatro años.
Cuando tenía seis años y ya radicando en Parácuaro, su hermano Ramiro muere también en acto criminal cuando es tiroteado afuera de un teatro y la familia tiene que ver por sus vidas. Este hecho y la crisis económica por la que pasaba su familia hicieron que huyesen a la ciudad de Uruapan con una hermana mayor: Elpidia abandonó la escuela y empezó a trabajar junto con su hermana en un restaurante chino. A los dos meses de trabajar allí, sufrió un accidente que le provocó quemaduras de tercer grado. El propietario del restaurante, para compensarla, en vez de despedirla, la ascendió a mesera.

## Carrera

### Sus inicios
Elpidia Carrillo fue descubierta por un fotógrafo local en Uruapan, México, un día que caminaba por una calle de la ciudad, y este le ofreció un contrato de modelaje. Con apenas 12 años de edad, el director Rafael Corkidi le ofrece un papel a Elpidia como La Malinche en la película surrealista mexicana Pafnucio Santo. La película concurrió a la candidatura oficial por México para el Óscar de ese año, pero sus muchos elementos esotéricos hicieron que no consiguiera obtener la nominación. Debido a que en el papel asignado aparecía desnuda y por ser menor de edad, en los créditos apareció bajo el nombre falso de Piya. Corkidi le daría un gran papel en su película Deseos. A los 16 años, tuvo su primer papel protagónico por su característica mexicana en la controvertida Nuevo mundo, dirigida por Gabriel Retes. Teniendo trabajo en numerosas películas, se inscribió en la escuela de Bellas Artes de la Ciudad de México.

### Carrera en Hollywood
Tras numerosas películas mexicanas e internacionales así como actuaciones en televisión, aparece en una película estadounidense emergiendo su calidad y siendo aclamada por los críticos por sus papeles y siendo nominada a otros proyectos. Su primera película en los Estados Unidos fue del ganador del Óscar Tony Richardson, quien le dio un papel coprotagonista en la película The Border, junto a Jack Nicholson y Harvey Keitel. Vino después otro coprotagonismo en el drama británico The Honorary Consul, junto a Richard Gere, Michael Caine, Bob Hoskins y Robert Duvall, con Gere y Caine siendo nominados al BAFTA por sus actuaciones. Para su tercera experiencia cinematográfica en los Estados Unidos tuvo un pequeño papel secundario en la aclamada película Under Fire, por la que Gene Hackman fue nominado al Globo de Oro. Posteriormente debutó en la televisión estadounidense como Coana en la miniserie Christopher Columbus, un papel que le valió ser nominada al Primetime Emmy.
Su primera gran ocasión llegó cuando Oliver Stone le adjudicó el protagónico femenino principal de María, en Salvador (1986), que le valió ser nominada al Independent Spirit para mejor actriz junto a su coprotagonista James Woods, quien fue nominado al mismo premio pero en la versión masculina: Carrillo acabaría haciéndose con el galardón. Oliver Stone fue nominado al Oscar junto al coescritor Rick Boyle como el mejor guion original. Ambos habían perdido otras nominaciones por la película de Stone de ese mismo año Platoon.
Con reconocimiento de las críticas y premios obtenidos todos a la edad de 25 años, ha sido aceptada como exitosa a nivel comercial en los papeles que ha protagonizado en su carrera como actriz, siendo la única mujer que aparece en el icónico filme de 20th Century Fox Predator, protagonizado por Arnold Schwarzenegger, Carl Weathers, Shane Black y Jesse Ventura. Realizó el papel de Anna y es también el único carácter que aparece en la película haciendo que la franquicia Predator tuviera una segunda parte en donde tiene una pequeña presentación. Predator es considerada ampliamente el éxito comercial más importante de Elpidia Carrillo y su papel referido. Inicialmente maltratado por los críticos, la película al paso del tiempo, se ha convertido en un clásico del cine de acción estando como lo mejor en las listas de los últimos años. Al momento de ser exhibido la película, recibió una nominación para el Oscar en la categoría de mejores efectos especiales. En 1989, Carrillo apareció en dos episodios de la quinta temporada de la famosa serie Miami Vice, "To Have and to Hold" y "Freefall".

### Éxitos posteriores
Siguiendo el éxito comercial masivo de Predator, y presentada en televisión como estrella invitada en shows comerciales de gran éxito como Miami Vice y 21 Jump Street, ha incrementado su carrera en el mercado de los Estados Unidos, recibiendo buenas críticas de su participación en películas y en la televisión. Ha regresado a México para cine independiente con papeles que han logrado el reconocimiento internacional ganando premios como el Guldbagge Award por "La Hija del Puma", "Una Cita con el Destino", y "City of the Blind"en donde ganó el Ariel (Equivalente al Oscar pero en México) y la película producida por Guillermo Del Toro Un embrujo, ganadora de 9 Arieles.
Aparece en la película mexicana-estadounidense My Family, de Gregory Nava, en el papel de Isabel Magaña, refugiada salvadoreña casada con el personaje de Jimmy Smits, quien ganó el Independent Spirit Award al mejor papel masculino. La película también ganó para el premio de la Casting Society of Americans Arts al mejor reparto en drama.
Johnny Depp trabajó con ella en la controvertida The Brave donde también tuvo un papel protagónico Marlon Brando. Tuvo una gran aclamación y fue nominada en 1997 a la Palma de Oro en el Festival de Cannes, Francia, pero la acogida comercial fue bastante tibia.
Su primer premio en los Estados Unidos llegó con el papel de Rosa en el drama Bread and Roses, siendo nominada para la Palma de Oro en el Festival de Cannes en 2000. Ganó en 2002 el premio ALMA pero terminó empatada con Elizabeth Peña. Durante la transmisión por televisión ambas mujeres subieron al pódium al mismo tiempo y dieron sus discursos. Cuatro años después ganaría en solitario el premio en 2006 por el papel de Sandra realizado en la película Nine Lives, escrita y dirigida por Rodrigo García Barcha. Tuvo un coprotagonismo en la exitosa película Siete almas con Will Smith con una ganancia en taquilla de 165 millones de dólares durante su exhibición.
Rodrigo García le dio otro papel como coprotagonista del drama Mother and Child, donde compartió la pantalla con Elizabeth Peña pero no el pódium así como con Annette Bening con la cual realiza la mayoría de sus escenas. El reparto también incluye al actor de My Family, Jimmy Smits, y a intérpretes como Naomi Watts, Kerry Washington y Samuel L. Jackson. La película fue premiada en el Festival Internacional de Toronto en 2009.
Ha ganado la Iguana de Oro en Puerto Vallarta, Jalisco, premio del festival del cine en 2014.

### Carrera reciente
Después de Mother and Child, se tomó un tiempo fuera de las luces del espectáculo por el nacimiento de sus hijos. Regresó como estrella en la comedia familiar mexicana Familia Gang y en las producciones independientes Relentless y Foreign Land. Hizo su regreso a la televisión como Linda Brenner en la serie de ABC Nashville.

## Vida personal
Activa militante de las causas sociales, protestó en público por la masacre de 43 estudiantes en Ayotzinapa, Guerrero, México, en 2014. Tiene también un papel activo en la enseñanza de actores jóvenes y de filmadores de películas, incluido México y por el mundo. Vive en Santa Mónica, California y actualmente es directora del Festival Internacional de Cine sin Cines de Michoacán y que tiene como fin acercar a la industria a las comunidades del estado en donde no tienen acceso.

## Filmografía

### Filmografía completa
| Año       | Título                                           | Rol                        | Notas                              |
| --------- | ------------------------------------------------ | -------------------------- | ---------------------------------- |
| 1977      | Deseos                                           |                            | Película mexicana                  |
| 1977      | Pafnucio Santo                                   | Malinche                   | Película mexicana                  |
| 1978      | Pedro Páramo                                     | Isabel                     | Película mexicana                  |
| 1978      | Nuevo mundo                                      | Mujer de Don Diego de Alba | Película mexicana                  |
| 1979      | Bandera rota                                     | Verónica Rodríguez         |                                    |
| 1980      | Winnetou le mescalero                            | Wetaton                    | Serie de televisión                |
| 1980      | El jugador de ajedrez                            |                            | Película mexicana                  |
| 1981      | La virgen robada                                 |                            | Película mexicana                  |
| 1982      | Bartholome - oder die Rückkehr der weißen Götter | Ms. Anna                   | Producción televisiva indo-alemana |
| 1982      | The Border                                       | María                      |                                    |
| 1983      | The Honorary Consul                              | Clara Fortnum              | Debut en Hollywood                 |
| 1983      | Under Fire                                       | Sandinista                 |                                    |
| 1986      | Salvador                                         | María                      |                                    |
| 1987      | Let's Get Harry                                  | Verónica                   |                                    |
| 1987      | Predator                                         | Anna Gonsalves             |                                    |
| 1988      | Una cita con el destino                          |                            |                                    |
| 1989      | The Assassin                                     | Elena                      |                                    |
| 1990      | Dangerous Passion                                | Ángela                     | Telefilm                           |
| 1990      | Predator 2                                       | Anna Gonsalves             | Cameo                              |
| 1991      | Ciudad de ciegos                                 | Fabiola                    |                                    |
| 1991      | Lightning Field                                  | Dolores                    | Telefilm                           |
| 1994      | La Hija del Puma                                 | María                      |                                    |
| 1995      | My Family                                        | Isabel                     |                                    |
| 1995      | De tripas corazón                                | Meifer                     |                                    |
| 1997      | The Brave                                        | Rita                       |                                    |
| 1998      | Un embrujo                                       |                            |                                    |
| 1998      | They Come at Night                               | María Velásquez            |                                    |
| 1998      | La otra conquista                                | Tecuichpo / Isabel         | Película mexicana                  |
| 2000      | Things You Can Tell Just by Looking at Her       | Carmen                     |                                    |
| 2000      | Bread and Roses                                  | Rosa                       |                                    |
| 2002      | Solaris                                          | Segunda amiga              |                                    |
| 2003      | Kingpin                                          | Lupita                     | Miniserie                          |
| 2004      | Un día sin mexicanos                             | Cata                       | Película mexicana                  |
| 2005      | Nine Lives                                       | Sandra                     |                                    |
| 2006      | Ladrones y mentirosos                            | Isabel                     |                                    |
| 2007      | Tortilla Heaven                                  | Hermenegilda               |                                    |
| 2008      | Siete almas                                      | Connie Tepos               |                                    |
| 2009      | Mother and Child                                 | Sofía                      |                                    |
| 2014      | Familia Gang                                     | Dalia                      |                                    |
| 2014-2015 | Nashville                                        | Linda Brenner              |                                    |
| 2016      | Foreign Land                                     | Rosa                       |                                    |
| 2018      | Relentless                                       | Milagro                    |                                    |
| 2018      | Madam Secretary                                  | Presidenta Daphne Tejeda   |                                    |
| 2019      | Euphoria                                         | Sonia                      |                                    |
| 2020      | Chateau Vato                                     | Lupe                       |                                    |
| 2020      | The Tax Collector                                | Janet                      |                                    |
| 2020      | Songbird                                         | Lita                       |                                    |
| 2020      | Aztech - The Movie                               | Yunuen/ Profetisa Azteca   |                                    |
| 2018-2021 | Mayans M.C.                                      | Vicki                      |                                    |
| 2021      | Madres                                           | Anita                      |                                    |
| 2022      | Gabinete de Curiosidades de Guillermo del Toro   | ?                          |                                    |
| 2022      | Solidarity                                       | Inés                       |                                    |
| 2022      | The Green Ghost                                  | Lechusa                    |                                    |
| 2023      | Blue Beetle                                      | Rocío Reyes                |                                    |